# Delphinium pavlovii
Delphinium pavlovii là một loài thực vật có hoa trong họ Mao lương. Loài này được Kamelin mô tả khoa học đầu tiên năm 1975.